# Bislett Games 2011
Bislett Games 2011 byl lehkoatletický mítink, který se konal 9. června 2011 v norském městě Oslo. Byl součástí série mítinků Diamantové ligy 2011.

## Výsledky
- Archiv výsledků zde [1]

### Muži
| Disciplína      | 1. místo                      | 2. místo                       | 3. místo                     |
| 200 m           | Usain Bolt 19,86              | Jaysuma Saidy Ndure 20,43      | Mario Forsythe 20,49         |
| 1500 m          | Asbel Kipruto Kiprop 3:50,86  | Haron Keitany 3:51,02          | Mekonnen Gebremedhin 3:51,30 |
| 110 m překážek  | Aries Merritt 13,12           | Dwight Thomas 13,15            | Joel Brown 13,20             |
| 3000 m překážek | Paul Kipsiele Koech 8:01,83   | Brimin Kiprop Kipruto 8:05,40  | Roba Gari 8:10,41            |
| Skok do výšky   | Kyriakos Ioannou 228 cm       | Andrej Silnov 228 cm           | Raúl Spank 228 cm            |
| Skok daleký     | Godfrey Khotso Mokoena 808 cm | Morten Jensen 801 cm           | Loúis Tsátoumas 796 cm       |
| Hod diskem      | Gerd Kanter 65,14 m           | Frank Casañas 64,54 m          | Virgilijus Alekna 64,00 m    |
| Hod oštěpem     | Matthias de Zordo 83,94 m     | John Robert Oosthuizen 82,07 m | Petr Frydrych 81,09 m        |

### Ženy
| Disciplína     | 1. místo                    | 2. místo                         | 3. místo                           |
| 100 m          | Ivet Lalovová 11,01         | Olesja Povchová 11,14            | Ezinne Okparaebová 11,17           |
| 400 m          | Amantle Montshoová 50,10    | Denisa Rosolová 51,04            | Novlene Williamsová-Millsová 51,17 |
| 800 m          | Halima Hachlaf 1:58,27      | Marija Savinovová 1:58,44        | Caster Semenyaová 1:58,61          |
| 5000 m         | Meseret Defarová 14:37,32   | Sentayehu Ejigu 14:37,50         | Genzebe Dibabaová 14:37,56         |
| 400 m překážek | Zuzana Hejnová 54,38        | Perri Shakesová-Draytonová 54,77 | Natalja Anťuchová 55,45            |
| Skok o tyči    | Fabiana Murerová 460 cm     | Alexandra Kirjašovová 450 cm     | Anna Rogowská 440 cm               |
| Trojskok       | Yargelis Savigneová 14,81 m | Olga Saladuchová 14,71 m         | Mabel Gayová 14,31 m               |
| Vrh koulí      | Valerie Viliová 20,26 m     | Nadzeja Astapčuková 19,92 m      | Kung Li-ťiao 19,57 m               |